# Tantilla insulamontana
Tantilla insulamontana este o specie de șerpi din genul Tantilla, familia Colubridae, descrisă de William M. Wilson și Mena 1980. Conform Catalogue of Life specia Tantilla insulamontana nu are subspecii cunoscute.